# Nguyễn Tấn Dũng

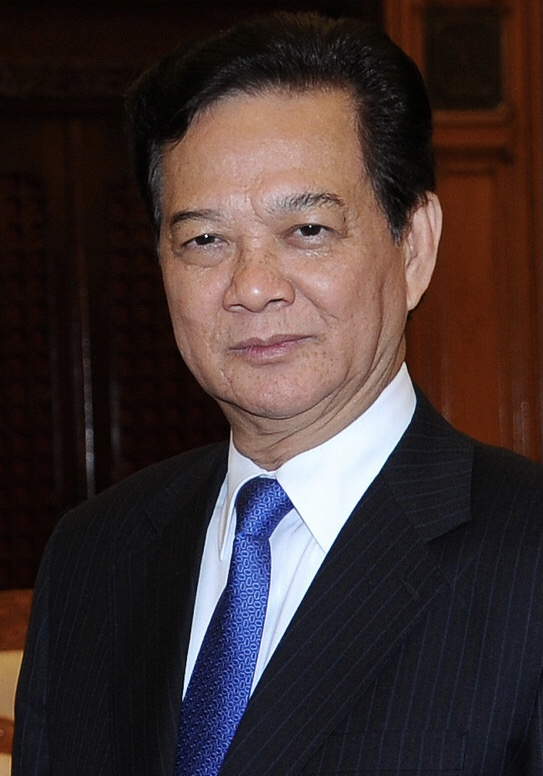
Nguyễn Tấn Dũng (2014)

Nguyen Tan Dung, Nguyễn Tấn Dũng /ŋwiʔən˧˥ tən˧˥ zuʔŋ˧˥/ , llamado también Ba Dũng (Cà Mau, Ca Mau, 17 de noviembre de 1949), es un exmilitar y político vietnamita que participó en la guerra de Vietnam y en la guerra camboyano-vietnamita.
Cuando dejó la carrera militar se comenzó a dedicar profesionalmente a la política y fue el primer ministro de Vietnam, manteniéndose en dicho cargo desde el año 2006 hasta el 2016.

## Biografía

### Primeros años y educación
Nguyen Tan Dung tiene ciudad natal en Cà Mau, en la provincia de Ca Mau. Su padre era un compañero político Nguyen Tan Prueba Rach Gia Provincia, falleció el 16-4-1969, cuando una bomba estadounidense había dado en el búnker militar provincia Rach. Es el segundo hijo de la familia, Nguyen Tan Dung, también conocido por el nombre de Ba Dũng.
Nguyễn Tấn Dũng nació en Ca Mau provincia al sur de Vietnam. Precisamente a los 12 años, el joven Tấn Dũng se une voluntariamente al Ejército Nacional de Liberación de Vietnam del frente sur, que más tarde forma parte del Quân đội Nhân, realizando sus primeros trabajos en comunicaciones y como enfermero y médico.
Al finalizar la guerra se gradúa como abogado.[cita requerida]

### Carrera profesional
Profesionalmente, Dũng se dedicó a las Fuerzas Armadas vietnamitas, en las que ingresó en 1961 (a la edad de 12 años). Al comienzo sirvió como soldado raso, desempeñando distintos cargos necesarios en la zona, trabajo de oficina, misiones de comunicación, primeros auxilios, enfermería básica e incluso doctor de campo.
Conforme avanzaba la guerra, Dũng fue promovido a Sargento, Capitán y finalmente Teniente, al que más tiempo sería reafirmado con cargos políticos. Dung, se unió al Partido Comunista el 10 de junio de 1967, la fecha en la cual se oficializó su rango político (unido al de teniente militar) fue el 10 de marzo de 1968.
A finales de 1969, peleó con su camarada Phan Trung Kien, en un combate en el que escapó de la muerte gracias a sus compañeros que lo sacaron de aquella masacre en la que los vietnamitas fueron barridos en la ofensiva sobre Cà Mau-Kiên Giang. Nguyễn Tấn Dũng, que entonces tenía el grado de teniente, decidió quedarse profesionalmente en las Fuerzas Armadas de la República Democrática de Vietnam.
Más tarde, Nguyễn Tấn Dũng serviría en la guerra camboyano-vietnamita, durante la cual fue herido en combate cuatro veces.

### Carrera política
Cuando en 1981 fue desmovilizado, comenzó a efectuar actividades políticas en la provincia Kiên Giang, debido a que ya en el ejército había tenido relación con la política, dado que fue Comisario Político del Hospital Médico Militar de Rach Gia, capital de la provincia de Kiên Giang. También lideró el Batallón de Infantería Política 207, así como el Regimiento de Infantería Política 152.
En 1995 comienza a participar en cargos políticos de nivel nacional al convertirse en un trabajador adjunto del Ministerio del Interior en enero. Tras ello fue nombrado miembro de forma electiva del Comité Ejecutivo Central del Partido. Eso le impulsará para que en el año 1997 sea elegido congresista por el área de Hải Phòng.
En agosto de 2002 fue elegido diputado para la XI Legislatura, así como también fue nombrado vice primer ministro.
Luego de ser diputado de la Asamblea Nacional de Vietnam, fue nombrado por la misma como primer ministro el 27 de junio del 2006, después de haber sido nominado por su predecesor, Phan Văn Khải, quien se retiró del cargo.
| Predecesor: Phan Văn Khải | Primer ministro de la República Socialista de Vietnam 2006 - 2016 | Sucesor: Nguyễn Xuân Phúc |